# Apocephalus concavus
Apocephalus concavus är en tvåvingeart som beskrevs av Brown 1997. Apocephalus concavus ingår i släktet Apocephalus och familjen puckelflugor. Inga underarter finns listade i Catalogue of Life.